# بيرت ايمانويل
بيرت ايمانويل (بالإنجليزية: Bert Emanuel)‏ هو لاعب كرة قدم أمريكية أمريكي، ولد في 26 أكتوبر 1970 في كانساس سيتي في الولايات المتحدة.

## وصلات خارجية
- بيرت ايمانويل على موقع مرجع كرة القدم المحترفة.كوم (الإنجليزية)